# Amanda Campana
Amanda Campana (1997) è un attrice italiana.

## Biografia
Nata in Toscana ma cresciuta a Monza, inizia a lavorare nel cinema dapprima come truccatrice poi, dopo un provino, diventa una delle protagoniste della serie televisiva Summertime.
Nel 2023 interpreta il ruolo protagonista di Giulia nel film per il cinema Suspicious minds di Emiliano Corapi al fianco di Francesco Colella, Matteo Oscar Giuggioli e Thekla Reuten, per cui viene premiata alla Festa del Cinema di Roma 2023.

## Filmografia

### Cinema
- Bastardi a mano armata, regia di Gabriele Albanesi (2021)
- Il mostro della cripta, regia di Daniele Misischia (2021)
- Diabolik - Ginko all'attacco!, regia di Manetti Bros. (2022)
- Space Monkeys, regia di Aldo Iuliano (2022)
- Diabolik - Chi sei?, regia di Manetti Bros. (2023)
- Suspicious minds, regia di Emiliano Corapi (2023)
- Il corpo, regia di Emiliano Corapi (2024)

### Televisione
- Summertime, regia di Francesco Lagi e Lorenzo Sportiello (2020-2022)